# 大阪市立巽南小学校
大阪市立巽南小学校（おおさかしりつ たつみみなみ しょうがっこう）は、大阪府大阪市生野区にある公立小学校。
従来の大阪市立巽小学校の校区を分離し、1972年に開校した。

## 沿革
- 1972年4月1日 - 大阪市立巽南小学校として、現在地に開校。

## 通学区域
- 大阪市生野区 巽南1丁目 - 5丁目（1丁目の一部を除くほぼ全域）。
卒業生は基本的に大阪市立新巽中学校に進学する。

## 交通
- 地下鉄千日前線 南巽駅 南西へ約800m。
- 関西本線（大和路線） 平野駅 北西へ約1.2km。